# Stamboom George van Saksen-Meiningen (1826-1914)
Dit is de stamboom van George van Saksen-Meiningen (1826-1914).
| Stamboom George van Saksen-Meiningen (1826-1914)                        | Stamboom George van Saksen-Meiningen (1826-1914)                                          | Stamboom George van Saksen-Meiningen (1826-1914)                                          | Stamboom George van Saksen-Meiningen (1826-1914)                               | Stamboom George van Saksen-Meiningen (1826-1914)                               |
| ----------------------------------------------------------------------- | ----------------------------------------------------------------------------------------- | ----------------------------------------------------------------------------------------- | ------------------------------------------------------------------------------ | ------------------------------------------------------------------------------ |
| Grootouders                                                             | George I van Saksen-Meiningen (1761-1803) x 1782 Louise Eleonore van Hohenlohe-Langenburg | George I van Saksen-Meiningen (1761-1803) x 1782 Louise Eleonore van Hohenlohe-Langenburg | Willem II van Hessen-Kassel (1777-1847) x 1797 Augusta van Pruisen (1780-1841) | Willem II van Hessen-Kassel (1777-1847) x 1797 Augusta van Pruisen (1780-1841) |
| Ouders                                                                  | Bernhard II van Saksen-Meiningen (1800-1882) x 1825 Marie van Hessen-Kassel               | Bernhard II van Saksen-Meiningen (1800-1882) x 1825 Marie van Hessen-Kassel               | Bernhard II van Saksen-Meiningen (1800-1882) x 1825 Marie van Hessen-Kassel    | Bernhard II van Saksen-Meiningen (1800-1882) x 1825 Marie van Hessen-Kassel    |
| George II van Saksen-Meiningen (1826-1914) x 1850 Charlotte (1831-1855) |                                                                                           |                                                                                           |                                                                                |                                                                                |
| Kinderen                                                                | Bernhard III (1851-1928) x 1878 Charlotte van Pruisen (1860-1919)                         | George Albert (1852-1853)                                                                 | Maria Elisabeth (1853-1923)                                                    | levenloos kind                                                                 |
| Kleinkinderen                                                           | Feodore (1879-1945)                                                                       | -                                                                                         | ?                                                                              | -                                                                              |